# إيفيكا شانجولين
Ivica Šangulin (20 أبريل 1937-5 مايو 2012) كان لاعب كرة قدم ومديرًا كرواتيًا.

## حياة مهنية
ولد في بيوغراد نا مورو وقضى سنواته الأولى مع شيبينيك قبل أن ينتقل إلى دينامو زغرب لموسم واحد. وقد ترك بصمة كبيرة ومؤثرة مع نادي رييكا اليوغوسلافي، حيث لعب لمدة أربع سنوات. ثم انتقل بعد ذلك إلى ألمانيا الغربية حيث لعب مع نادي هيرتا لكرة القدم لمدة ثلاثة مواسم ، قبل أن ينتقل إلى فرق الدرجة الأدنى في نهاية مسيرته. كمدير كان مسؤولاً عن العديد من الأندية الكرواتية.
1. ↑  مذكور في: مسدد.دي. الوصول: 16 مايو 2022. مُعرِّف لاعب في موقع Kicker.de: ivan-sangulin.
2. ↑  "Preminuo Ivica Šangulin" (بالكرواتية). Nk-rijeka.hr. 5 May 2012. Archived from the original on 2014-08-08. Retrieved 2013-08-03.
3. ↑  Lazzarich, Marinko (2008). Kantrida bijelih snova. Rijeka: Adamić (بالكرواتية). pp. 379–80. ISBN:978-953-219-393-0.
4. ↑  "Iva Sangulin". footballzz.com. مؤرشف من الأصل في 2023-08-02. اطلع عليه بتاريخ 2012-05-26.
5. ↑  Šangulin, Ivica - Korner باللغة البوسنوية نسخة محفوظة 2023-04-19 على موقع واي باك مشين.